# Jerzy Sułocki
Jerzy Sułocki (ur. 11 lutego 1921 w Łodzi, zm. 5 marca 1998, tamże) – polski specjalista w dziedzinie mechaniki konstrukcji budowlanych, profesor Politechniki Łódzkiej.

## Życiorys
Brał udział w kampanii wrześniowej, działał w konspiracji w Armii Krajowej w Okręgu Kielecko-Radomskim. Po wyzwoleniu uzyskał dyplom magistra inżyniera budownictwa lądowego o specjalności mostowej na Wydziale Inżynierii Budowlanej Politechniki Gdańskiej. Pracę dydaktyczną podjął już w czasie studiów. Od 1954 pracował na stanowisku zastępcy profesora w Politechnice Szczecińskiej. Stopień doktora nauk technicznych uzyskał w 1960 na Wydziale Budownictwa Lądowego Politechniki Gdańskiej, a stopień doktora habilitowanego na Wydziale Mechanicznym Politechniki Łódzkiej w 1964 roku. W Politechnice Łódzkiej rozpoczął pracę w 1966 roku na stanowisku kierownika Katedry Mechaniki Budowli na Wydziale Budownictwa Lądowego.
Jego działalność naukowa dotyczyła mechaniki stosowanej do konstrukcji inżynierskich, a w szczególności statyki i dynamiki układów płaskich i przestrzennych z uwzględnieniem podatnego podłoża. Zajmował się obiektami jak rurociągi, fundamenty pod maszyny, obiekty inżynierskie i budynki. Opublikował 3 monografie, 10 rozpraw inżynierskich, 12 artykułów, 4 skrypty i materiały seminaryjne oraz 22 referaty. Jako inżynier budowlany wykonał 152 projekty i ekspertyzy budowlane.
Pełnił funkcję dziekana Wydziału Budownictwa i Architektury Politechniki Łódzkiej w latach 1979–1984, a prodziekana ds. nauki w latach 1968-1971. Uczestniczył w pracach Polskiego Związku Inżynierów i Techników Budownictwa, Polskiego Towarzystwa Mechaniki Teoretycznej i Stosowanej oraz Łódzkiego Towarzystwa Naukowego. Przeszedł na emeryturę w 1991 roku.
Pochowany w części ewangelickiej Starego Cmentarza w Łodzi (kw. 35–L2/235). 

## Odznaczenia
- Srebrny Krzyż Zasługi (1954),
- Złoty Krzyż Zasługi (1971),
- Krzyż Kawalerski Orderu Odrodzenia Polski (1973),
- Krzyż Oficerski Orderu Odrodzenia Polski (1980),
- Medal Wojska (1948), przez rząd RP na uchodźstwie,
- Krzyż Kampanii Wrześniowej (1958), przez rząd RP na uchodźstwie,
- Krzyż Armii Krajowej (1990), przez rząd RP na uchodźstwie[1].